# Julia Boehme
Julia Boehme (* 1966 in Bremen) ist eine deutsche Kinderbuchautorin.

## Leben
Boehme studierte nach dem Abitur Literatur- und Musikwissenschaften in Berlin und arbeitete dann als Redakteurin. Bereits während dieser Zeit schrieb sie zahlreiche Beiträge für Zeitungen und Radiosender.
Im Anschluss an ihr Studium arbeitete sie als Redakteurin beim Kinderfernsehen, wo sie unter anderem die Sendung Käpt’n Blaubär betreute.
Seit 2000 ist Boehme als freie Autorin tätig und hat ihren Beruf als Redakteurin aufgegeben. Sie lebt heute mit ihrer Familie in Berlin.

## Werke (Auswahl)
Nach ihren Werken aus der Anfangszeit entwickelte sie sich zu einer ernst zu nehmenden Schriftstellerin. Ihre Conni-Bücher sind auch psychologisch durchdachte Werke, die Konflikte und Konfliktlösungen aus der Lebenswelt der Kinder darstellen und reflektieren.
- 3-Minuten-Bärengeschichten
- Mit Leo durch den Tag
- Alarm auf dem Ponyhof
- Die Höhle des Geisterfürsten
- E-Mails und Geheimnisse
- Schlaf gut, liebes Eichhörnchen!
- Willi will helfen
- Club der Rätseldetektive: Der gestohlene Pokal
- Weihnachten ist wunderbar
- Mit Lotta auf dem Ponyhof
- Verschwunden im Geistermoor
- Meine allerersten Gutenacht-Geschichten
- Mein lieber Schutzengel zeigt jeden Tag, dass er mich mag
- Mein lieber Schutzengel gibt jede Nacht gut auf mich Acht
- Kennwort Rätselkrimi: Außerirdische im Internat
- Kennwort Rätselkrimi: Dein Auftrag im Burginternat
- Ein Schnuller für Bärchen
- Ein Töpfchen für Bärchen
- Ein Geschwisterchen für Bärchen
- Gute Nacht, Bärchen!
- Tafiti und die Reise ans Ende der Welt, (Band 1), ISBN 978-3-7855-7486-7.

### Bilderdrache
- Zaubern mit der Zahlenfee
- Pass auf, kleiner Seehund
- Ein Abenteuer für drei kleine Freunde
- Conni geht auf Klassenfahrt
- Ein ganz wunderbares Pony
- Die lustige Hexe lernt die Uhr

### Lesefrosch
- Vier Detektive suchen den Dackeldieb
- Robby und die Detektive
- Drei kleine Freunde reißen aus

### Lesetiger
- Kleine Lesetiger-Piratengeschichten
- Kleine Lesetiger-Weihnachtsgeschichten

### Lesespatz
- Ponydiebe im Indianerdorf

### Lesepiraten
- Geheimnisgeschichten
- Freundschaftsgeschichten
- Gespenstergeschichten
- Hundegeschichten
- Tiergeschichten
- Schatzinselgeschichten
- Seeräubergeschichten

### Lesefant
- Ein Pony für zwei
- Kleiner Seehund Kalle
- Paula Piratenschreck

### Leselöwen
- Baumhausgeschichten
- Wildwestgeschichten

### Lesekönig
- E-Mails und Geheimnisse

### Leo & Lolli
In der Reihe Leo & Lolli geht es um einen Esel (Leo) und ein Pony (Lolli).
- Band 1: Ein Pony braucht Freunde!, ISBN 978-3-7855-7339-6
- Band 2: Ein Esel zum Verlieben, ISBN 978-3-7855-7496-6
- Band 3: Ein Esel geht zur Schule, ISBN 978-3-7855-7681-6
- Band 4: Ein Esel in der Ponyshow, ISBN 978-3-7855-7700-4

### Lou + Lakritz
- Ein Pony mit Dickkopf
- Zwei zottelige Freunde, ISBN 978-3-7855-4194-4
- Das klügste Pony der Welt, ISBN 978-3-7855-4398-6
- Ein Retter auf vier Hufen, ISBN 978-3-7855-4629-1
- Ein Pony zum Verlieben, ISBN 978-3-7855-4807-3
- Zwei Ponys auf Verbrecherjagd, ISBN 978-3-7855-5181-3

### Conni
Conni ist die Hauptfigur aus der Kinderbuchreihe Meine Freundin Conni des Carlsen Verlags. Die Buchserie wurden geschrieben von Liane Schneider und Julia Boehme mit den folgenden Werken:
- Conni auf dem Reiterhof, ISBN 978-3-551-55281-5
- Conni und der Liebesbrief, ISBN 978-3-551-55282-2
- Conni geht auf Klassenfahrt, ISBN 978-3-551-55283-9
- Conni feiert Geburtstag, ISBN 978-3-551-55284-6
- Conni reist ans Mittelmeer, ISBN 978-3-551-55285-3
- Conni rettet Oma, ISBN 978-3-551-55287-7
- Conni und der verschwundene Hund, ISBN 978-3-551-55286-0
- Conni und das Geheimnis der Kois, ISBN 978-3-551-55288-4
- Conni und die Jungs von nebenan, ISBN 978-3-551-55289-1
- Conni und das ganz spezielle Weihnachtsfest, ISBN 978-3-551-55290-7
- Conni in der großen Stadt, ISBN 978-3-551-55482-6
- Conni und die verflixte 13, ISBN 978-3-551-55483-3
- Conni und das Hochzeitsfest, ISBN 978-3-551-55481-9
- Conni und der Dinoknochen, ISBN 978-3-551-55484-0
- Conni und das tanzende Pony, ISBN 978-3-551-55485-7
- Conni und der große Schnee, ISBN 978-3-646-90149-8
- Conni rettet die Tiere, ISBN 978-3-551-55487-1
- Conni und die Detektive, ISBN 978-3-551-55488-8
- Conni und der Ferienzirkus, (Band 19), ISBN 978-3-551-55489-5
- Conni & Co, ISBN 978-3-551-55401-7
- Conni geht zum Film, ISBN 978-3-551-55616-5

### Tafiti
Tafiti ist ein Erdmännchen und die Hauptfigur in der gleichnamigen Kinderbuchreihe vom Loewe Verlag.
- Tafiti und die Reise ans Ende der Welt, (Band 1), ISBN 978-3-7855-7486-7
- Tafiti und das fliegende Pinselohrschwein, (Band 2), ISBN 978-3-7855-7550-5
- Tafiti und das Riesenbaby, (Band 3), ISBN 978-3-7855-7551-2
- Tafiti und Ur-ur-ur-ur-ur-uropapas Goldschatz, (Band 4), ISBN 978-3-7855-7823-0
- Tafiti und ein heimlicher Held, (Band 5), ISBN 978-3-7855-8033-2
- Tafiti und die Affenbande, (Band 6), ISBN 978-3-7855-8118-6
- Tafiti und der Honigfrechdachs, (Band 7), ISBN 978-3-7855-8188-9
- Tafiti und das große Feuer, (Band 8), ISBN 978-3-7855-8269-5
- Tafiti und die doppelte Majestät, (Band 9), ISBN 978-3-7855-8419-4
- Tafiti und das verschwundene Geburtstagkind (Band 10), ISBN 978-3-7855-8846-8
- Tafiti und das schlecht gelaunte Nashorn (Band 11), ISBN 978-3-7855-8847-5
- Tafiti und die Löwen-Schule (Band 12), ISBN 978-3-7855-8848-2
- Tafiti und die Savannendetektive (Band 13), ISBN 978-3-7432-0383-9
- Tafiti und das Geheimnis der Sterne (Band 14), ISBN 978-3-7432-0384-6
- Tafiti und die Geisterhöhle (Band 15), ISBN 978-3-7432-0385-3
- Tafiti und die Rettung der Gnus (Band 16), ISBN 978-3-7320-1516-0
- Tafiti und der große Zauberer (Band 17), ISBN 978-3-743-20724-0
- Tafiti und die Expedition zum Halbmondsee (Band 18), ISBN 978-3-743-21207-7